# Chavigny (Aisne)
Chavigny ist eine französische Gemeinde mit 159 Einwohnern (Stand: 1. Januar 2022) im Département Aisne in der Region Hauts-de-France. Sie gehört zum Arrondissement Soissons und zum Kanton Soissons-1.

## Geographie
Die Gemeinde Chavigny liegt etwa fünf Kilometer nordnordwestlich von Soissons. Durch das Gemeindegebiet von Chavigny führt in Nord-Süd-Richtung eine alte Heerstraße des Systems Chaussée Brunehaut. Nachbargemeinden von Chavigny sind Juvigny im Norden, Leury im Osten, Cuffies im Südosten und Süden, Pasly im Süden und Südwesten sowie Vauxrezis im Westen.

## Bevölkerungsentwicklung
| Jahr                       | 1962 | 1968 | 1975 | 1982 | 1990 | 1999 | 2006 | 2013 | 2021 |
| -------------------------- | ---- | ---- | ---- | ---- | ---- | ---- | ---- | ---- | ---- |
| Einwohner                  | 143  | 148  | 133  | 166  | 159  | 153  | 154  | 138  | 165  |
| Quellen: Cassini und INSEE |      |      |      |      |      |      |      |      |      |

## Sehenswürdigkeiten

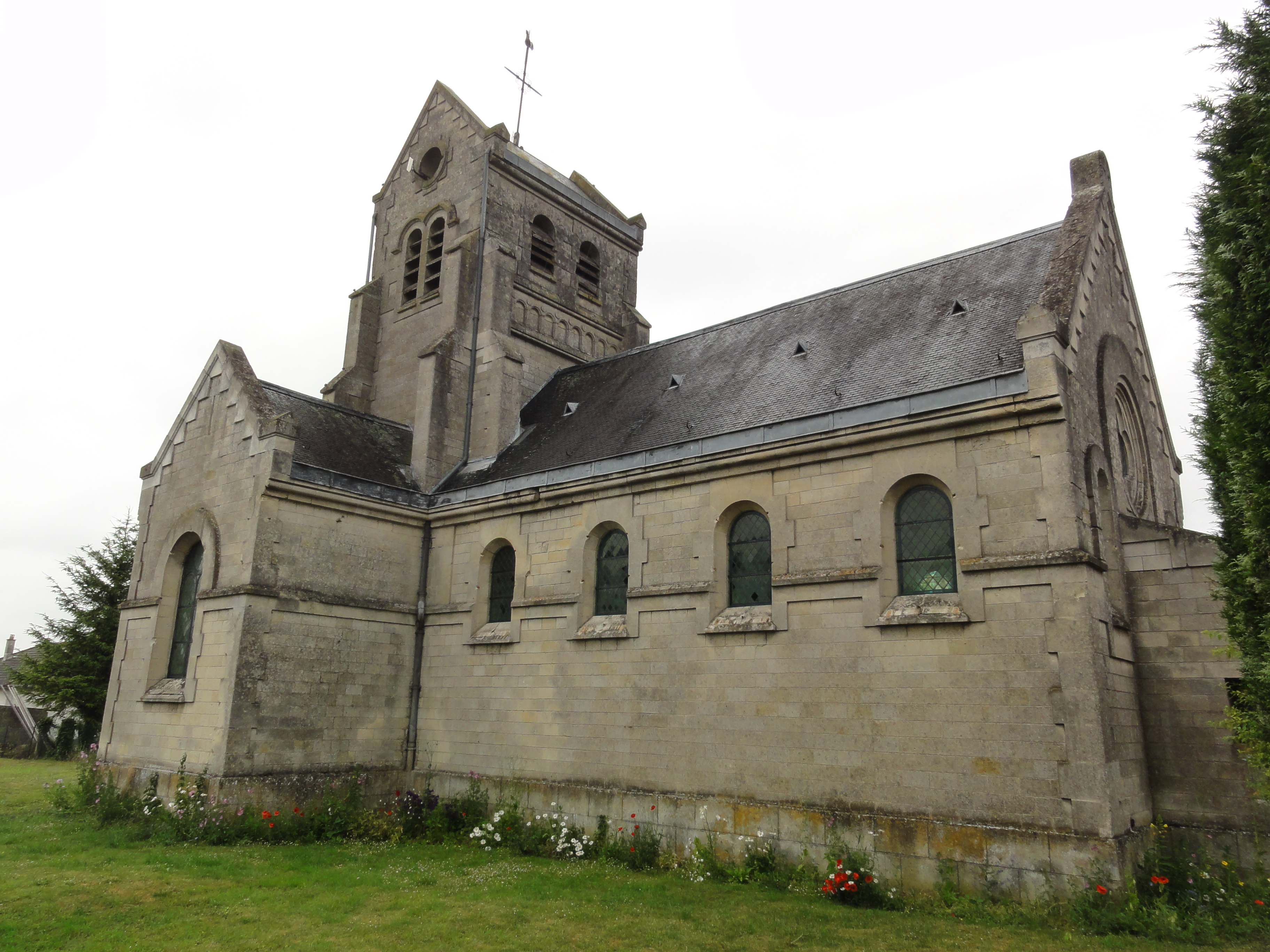
Kirche Saint-Marcel
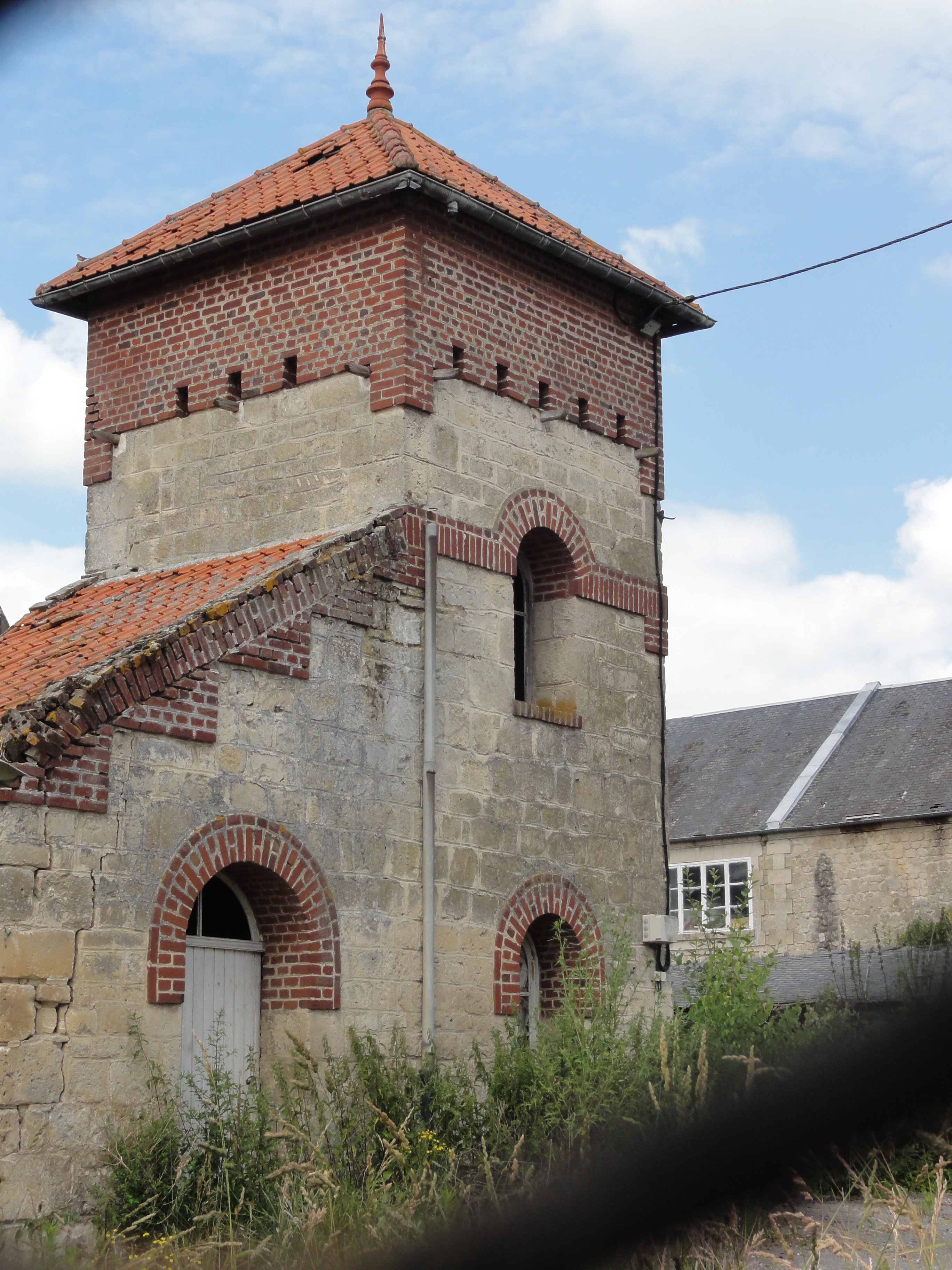
Taubenturm
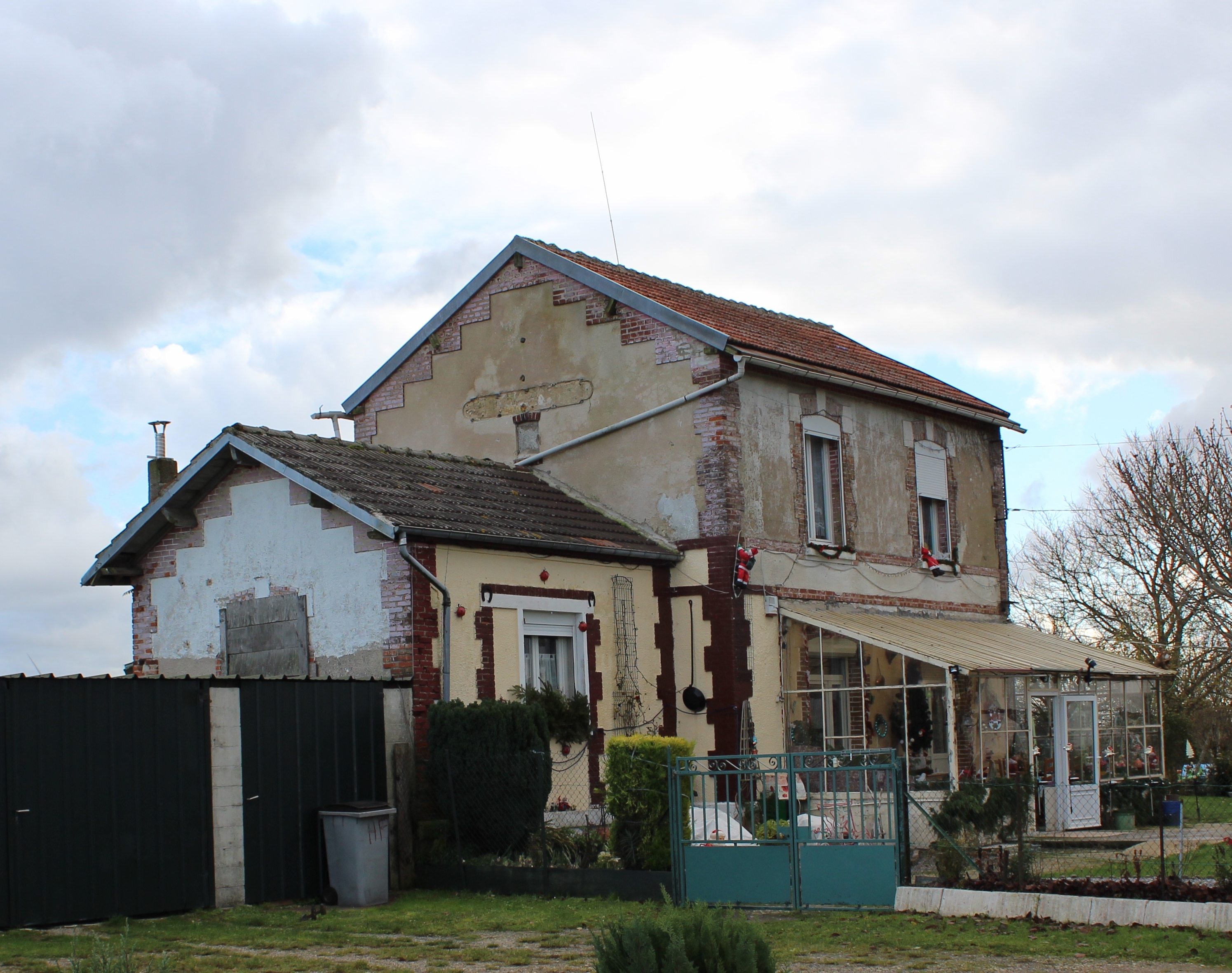
Ehemaliger Bahnhof
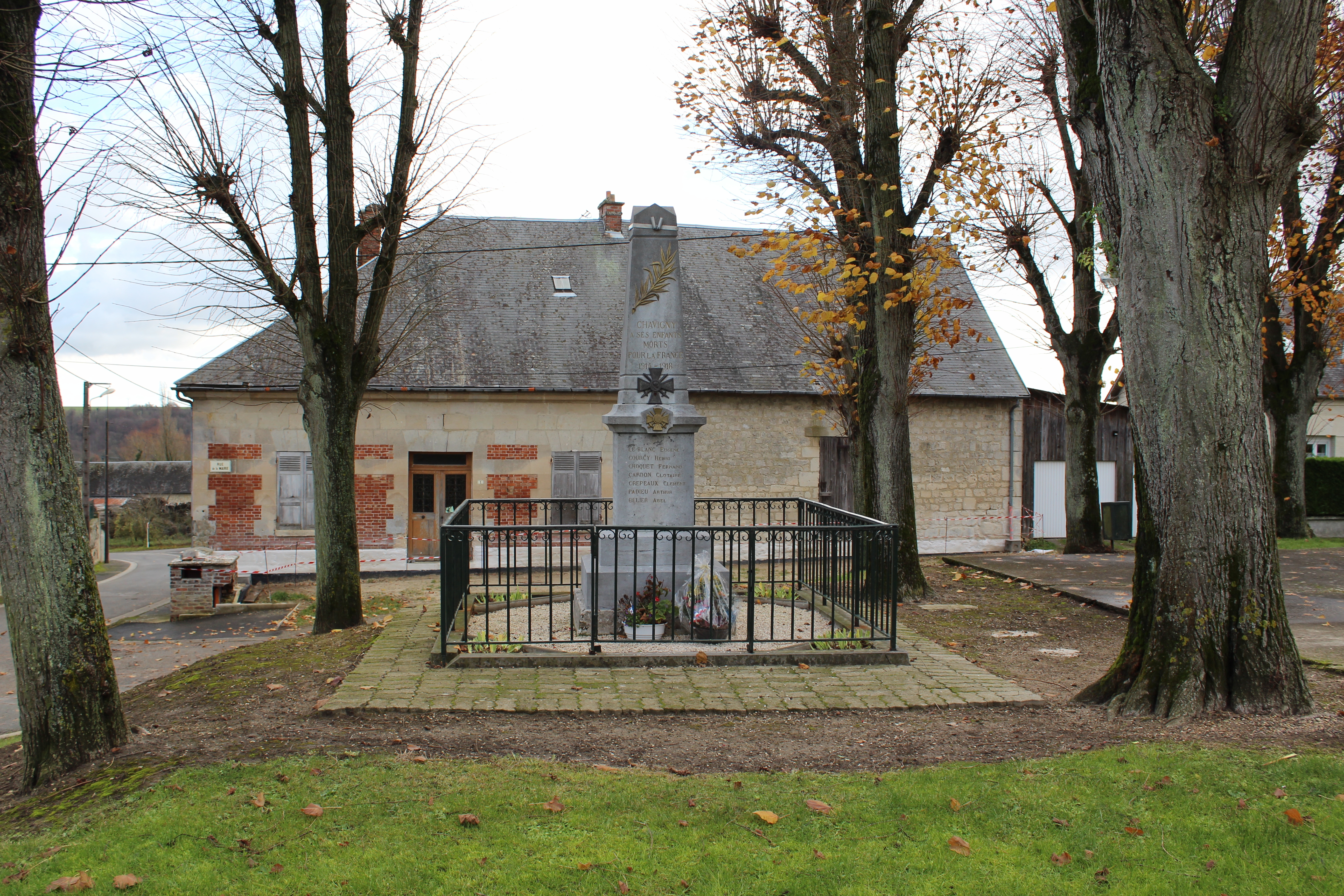
Gefallenendenkmal

- Kirche Saint-Marcel
- Taubenturm
- Ehemaliger Bahnhof
- Gefallenendenkmal